# 크리스 라트너

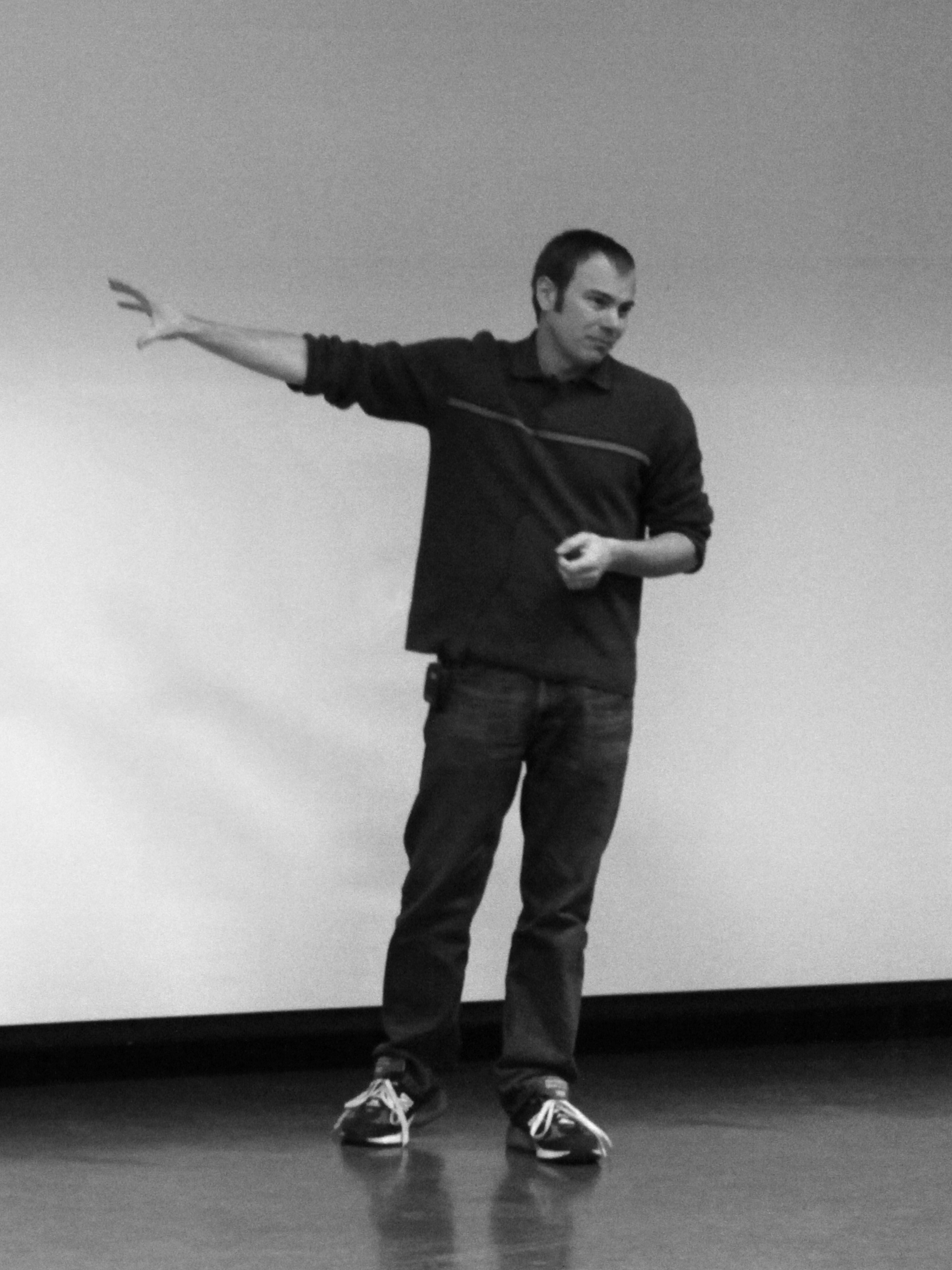

크리스 라트너(Chris Lattner, 1978년~ )는 미국의 소프트웨어 엔지니어로 LLVM을 만들어낸 인물로 가장 잘 알려져 있다.  Clang 컴파일러와 프로그래밍 언어 Swift를 만들었다. 2017년까지 애플의 개발자 도구부서의 디렉터로 있었으며 Xcode, Instruments, 그리고 컴파일러 팀이 그의 밑에 있었다. 그후 테슬라와 구글을 거쳐 현재 RISC-V 스타트업인 Sifive에서 일하고 있다.

## 배경
그는 오레곤주 포트랜드 대학교에서 컴퓨터 과학을 전공하였고, 2000년 졸업하였다. 오레곤에 있을 동안 그는 운영체계 개발자로 일했는데, 주로 시퀀트 컴퓨터 시스템의 DYNIX/ptx를 개선하였다. 그는 역시 컴파일러 엔지니어인 타냐 래트너와 결혼하였고, 그의 부인은 2015년 이후로 LLVM 재단의 회장으로 일하고 있다.